# Унція
У́нція (лат. uncia) — одиниця вимірювання маси, що дорівнює близько 30 грамів. 
Унція вперше з'явилася в античні часи в Давній Греції, потім була запозичена в Рим, а в Середньовіччя розповсюдилася Європою, а пізніше – Африкою і Америкою. Слово лат. uncia означає «одна дванадцята» і походить від лат. ūnus, «один». Значення унції в різних країнах і містах, у різні віки та для різних товарів було відмінним. В евердьюпойсній системі унція дорівнює 1/16 фунта (28,35 грама) і позначається oz. В тройській системі мір — 1/12 фунта або 480 гранів (31,1 грама), позначається ozt. Після переходу на метричну систему багато країн відмовилися від використання унцій.
Сучасне значення одиниці маси — міжнародна унція — було затверджене в 1959 році. Унція не входить в міжнародну систему одиниць (SI), але разом з іншими одиницями імперської системи мір є офіційною одиницею ваги в США, та використовується в побуті в деяких інших країнах.
Традиційно унція взаємозамінно використовувалася і як одиниця ваги і як одиниця маси, коли ж ці поняття розділилися, для вимірювання ваги була відокремлена одиниця унція-сила – похідна одиниця, що дорівнює вазі тіла масою в унцію.
Унція використовується і як одиниця об'єму (рідка унція), яка приблизно відповідає об'єму води вагою в одну унцію. Британська і американська рідкі унції трохи відрізняються обʼємом.

## Історія

### Античність

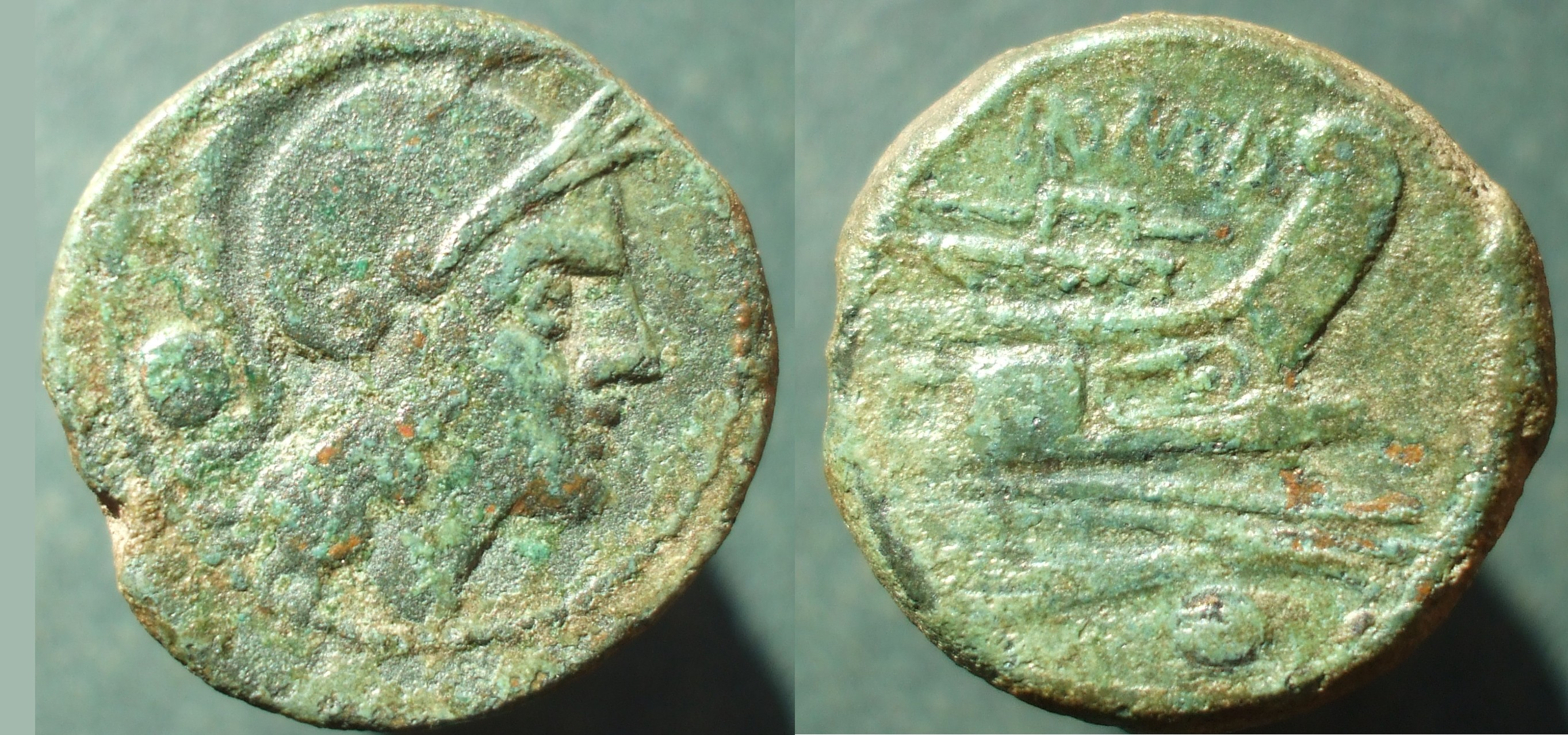
Римська унція (монета)

У 2000 році до н.е. в Єгипті одиницею довжини був лікоть (cubit). Маса води, яка займала кубічну ємність зі стороною 1 лікоть, ділилася на 60 частин, кожна з яких ділилася на 1000 частин, які називалися гера. Гера був дрібною одиницею, що дорівнювала близько 0,5 грама. Подібним чином у Греції талант, базова одиниця ваги, визначався як вага дощової води, що наповнювала кубічний контейнер зі стороною один фут. Талант ділили на 60 мін, а міну — на 100 драхм. Шість драхм, тобто, 1/1000 таланта, називали унцією, а 12 унцій складали лібру (libra). Таким чином, унція дорівнювала вазі куба води зі стороною 1/10 фута. Відомо, що вже тоді паралельно існувала друга система одиниць з тими ж назвами (введена Солоном), яка використовувалася для монетарних цілей, і була на 5 % меншою за торгівельну. Археологічні знахідки підтверджують використання унцієвих важків принаймні з другого століття до нашої ери.
Лібра як одиниця ваги була запозичена в Рим. Там лібра й унція стали основними одиницями ваги. У давньому Римі як еталон фута використовували стандартизований мідний брусок вагою в одну лібру. Одна дванадцята цього бруска використовувалася як одиниця як ваги, так і довжини (одиниця довжини пізніше перетворилася на дюйм). Унція (як міра ваги) дорівнювала 6 денаріям. Римська і грецька системи могли конфліктувати. Надалі римська система виміру в лібрах та унціях стала основою і візантійської системи вимірів.
Слово лат. uncia означає «одна дванадцята» і походить від лат. ūnus, «один». Сучасне позначення oz прийшло в англійську мову приблизно у XVI столітті з італійської, від onza, унція. Походження символу ℥, що іноді використовується для позначення унції, невідоме. Різні автори стверджують що воно є лігатурою від літер oz або виводять його з грецької літери ξ. Слово «унція» використовували в Римі для позначення 1/12 частини, наприклад, спадку, площі, відсоткової ставки тощо. Також унцією у Римі називали монету, яка дорівнювала 1/12 аса. Унція ділилася на 8 драхм = 24 скрупула = 48 оболів = 144 силікв. Маса монети була спочатку близька до унції (хоч і менша за неї), але з часом чеканилася все меншою і меншою. Як грошова одиниця унція була запозичена і в Давню Грецію.

### Середньовіччя і Новий час

#### Відсутність уніфікації
У середні віки унція як одиниця розповсюдилася по всій Європі, проте паралельно існувало багато різних одиниць зі спільною назвою. Різні установи стверджували свій суверенітет, вимагаючи використання власних еталонів. Нерідко для сплати церковних податків і данини суверену використовували різні одиниці, а торгівельні відрізнялися від них обох. Наприклад, місто Мехелен у тодішніх Нідерландах мало дві одиниці для виміру об'єму зерна — муніципальну і герцогську; у Вінчестері місцевий коледж використовував одиниці, відмінні від решти міста, бо був церковною установою; у Ліоні конфлікт щодо одиниць виміру між єпископами й міськими головами почався у 1389 році та тривав понад століття. Можливість встановлювати власні одиниці вважалася частиною місцевого самоврядування, а нав'язування одним містом іншому своїх мір могло відбуватися з застосуванням сили.
Через те, що міри ваги зазвичай визначалися як порівняння з деякою фізичною еталонною гирею, кожне місто могло мати свою одиницю, на яку орієнтувалися на місцевому ринку. Для місцевих жителів це практично не створювало проблем, чого не можна сказати про торговців, які подорожували різними містами, і мали розуміти співвідношення  цих одиниць. Книги, що містили порівняльні таблиці одиниць ваги, довжини й об'єму, що використовувалися в торгівлі, наприклад, Libro di divisamento di pesi e di misure per il mercatanti Пеголотті Бальдуччі, відомі з XIV століття. Переважну більшість їх видавали в Італії, що тоді була європейським центром комерції. Існували категорії торговців, діяльність яких базувалася саме на цій різниці у вимірах.
Навіть в межах одного міста вага різних товарів могла вимірюватися в різних одиницях. Так, згідно з записами, в 1826 році в одній з провінцій П'ємонту для кави й цукру використовували фунт, що дорівнює 12 унціям, для свічок — 14, для м'яса і сиру — 32. В Женеві використовували 18-унцієвий, 15-унцієвий і 16-унцієвий фунт, залежно від того, що зважувалося. Одним із механізмів утворення таких розбіжностей було те, що масу було простіше варіювати, ніж ціну. Коли виробництво якогось продукту ставало дорожчим, замість того, щоб підвищувати ціну на нього, його продавали меншими порціями за ті ж гроші.

#### Унція в Англії
В Англії одиниці були більш уніфікованими, ніж на континенті. Велика хартія вольностей містила вказання, що для всієї країни одиниці виміру ваги мають бути однакові, і надалі монархи й парламент впроваджували такі одиниці. Здебільшого базовою одиницею в британській системі був гран — вага одного зерна ячменю. Найбільш давньою для Британії була Тауерська (Tower) система, популяризована королем Іоанном, з тауерським фунтом, що складався з 5400 гранів, і ділився, за прикладом Риму, на 12 унцій по 450 гранів. 
На зміну Тауерській прийшла Тройська (Troy) система, де фунт складався з 5760 гранів, що дорівнювали 12 унціям, тобто одна унція дорівнювала 480 гранам. Ця система була відома з 14 століття й офіційно впроваджена у 1527 Генріхом VIII та використовувалася монетним двором для вимірювання мас золота і срібла в монетах (сфера використання, де тройські унції активно використовуються і в наш час). Тройський фунт був менший за фунт, що використовувався в континентальній Європі, тому торговці використовували більший, «торговий фунт» (libra mercatoria). Він був визначений як 7200 гранів, і дорівнював на 15 унціям. Така одиниця була підхожою для комерційних цілей за розміром, проте 15 унцій було незручним числом для побуту. 
Врешті-решт компромісом став евердьюпойсний фунт, що дорівнював 16 унціям і 7000 гранам. Негативною стороною цього підходу стало те, що евердьюпойсна унція відрізнялася від тройської, і дорівнювала лише 437,5 грана. Деякий час системи співіснували, проте евердьюпойсна швидко витіснила тройську всюди, окрім деяких спеціалізованих областей: вимірювання ваги золота і срібла, дорогоцінних каменів і ліків в аптеках.

#### Унція в інших країнах та містах
В інших частинах Британії проблема з уніфікацією поставала так само гостро, як і в усій Європі. Так, після приєднання Шотландії у XVIII столітті, спроби впровадити там евердьюпойсну систему зазнали різкого опору місцевих жителів й еліт, і довгий час у Шотландії паралельно на офіційному існували дві системи. При цьому шотландська система мір сама собою містила шотландський фунт (також відомий як тронний фунт), що складався з 20 шотландських унцій, кожна з яких важила 481 гран, і шотландський тройський фунт.
У Франції спроба стандартизації була зроблена Іоанном Добрим, який в 14 столітті впровадив систему, що використовувалася французькими аптекарями й алхіміками: унція (once) дорівнювала 8 гросам = 24 деньє = 576 гранам = 1/16 лівра = 30,6 грама, за сучасними мірками (французький гран був легший за англійський).
У германських країнах з 11 століття популярною системою була кельнська, базовою одиницею ваги в якій була кельнська марка, яка складалася з 8 унцій (Unze). Ця система мала вплив на інші країни, так, тауерський фунт за вагою дорівнював двом кельнським маркам. У пізньому середньовіччі Нюрнберг став важливим торговим центром, тому нюрнберзька система, основою якої була срібна унція (фунт дорівнював 16 унціям), стала популярним стандартом для аптечної системи і для вимірювання дорогоцінних металів в Священній Римській Імперії і країнах Скандинавії. Вона була впроваджена 1555 року місцевою владою. Нюрнберзькі майстри мали монополію на виробництво відповідних стандартних гир, і часто створювали їх дуже естетичними, прикрашаючи орнаментами й фігурками. У германських країнах унція ділилася на 2 лоти (loths), 8 квентхенів (quentchen) і 16 пфенігів. У Голландії унція ділилася на 20 енгелів (engels) і 640 азенів (azen).
Одиниці іншого торгового центру, Венеції, також використовувалися за межами міста: венеційська унція дорівнювала 1/8 peso di marco, ділилася на 144 карати та дорівнювала 460,2 грана (в другій половині 18 століття). Проте загалом, Італія була досить слабко стандартизована, і різні регіони мали різні системи вимірювання маси. У деяких регіонах Італії унцію ділили на 8 октаво. Часто використовувався поділ на денарії (denari), проте в різних регіонах унцію ділили на 12 або 24 денаріїв. У Палермо система мір охоплювала дуже дрібні одиниці: унцію ділили на 4 кварти, 8 драхм, 30 трапезі (trappesi), 600 ачині (acini) і 9600 седічесімі (sedicesemit). Серед інших місцевих систем можна назвати поділ на 6 сажі (saggi) в Падуї і 16 ферліно (ferlini) в Модені. У більшості з систем унція важила від 27 до 33 грамів, проте в деяких існувала ще і «важка унція» (grossa), з масою близько 40 грамів. Також в Італії унція принаймні до 18 століття використовувалася і як одиниця довжини, дорівнювала трохи більше ніж двом сантиметрам (одному дюйму) і ділилася на 12 пунктів (punti).
У Російській імперії фунт, на відміну від більшості європейських країн, дорівнював 12 унціям. Загалом, унція не була розповсюдженою одиницею в Росії, і в побуті частіше користувалися поділом фунта на 96 золотників. Наприклад, в «Арифметиці» Магницького вона не згадується серед інших мір ваги. Унція використовувалася в «аптекарській» системі (а також в наукових текстах), і як і в Європі ділилася на 8 драхм, 24 скрупула і 480 гранів.
В Африці унція використовувалася як грошова одиниця, також відома як торгова унція — малася на увазі унція золота. Така грошова одиниця використовувалася принаймні з 17 століття на західному узбережжі Африки. В кінці 18 століття одна унція дорівнювала 16 тисячам каурі.
В Китаї популярною одиницею ваги й вартості був таель (tael). В кінці 19 століття він дорівнював 1,3 унції (проте значення варіювалися в різних провінціях). Через близькість цих одиниць, таель іноді називають «китайською унцією». 
В США 1844 року були розроблені стандартні еталонні набори ваг, що містили 9 гир вагою від 1 до 50 фунтів, а також 24 маленькі гирьки вагою від 8 до 0,0001 евердьюпойсної унції, а також окремий набір з 27 гирьок вагою від 10 до 0,0001 тройської унції та гиря в 1 тройський фунт. Копії цих наборів були передані в кожен штат (остання була зроблена для Гаваїв у 1960 році).

### Після введення метричної системи
У 1812 році у Франції, вже після введення метричної системи, традиційні одиниці спробували підлаштувати під нові, визначивши фунт як 500 грамів, а унцію як 1/16 фунта, тобто 31,25 грама.
В США унції були прив'язані до кілограмів у законі 1866 року, у якому 1 гектограм визначався як 3,5274 унції, тобто одна унція дорівнювала 28,34949 грама. В 1893 році підхід був змінений, і замість того, щоб виражати кілограм через еталонні фунти й унції (які відповідали британським еталонам), було прийнято визначення фунта через кілограми: один фунт був визначений як 1/2,20462 кг, тобто близько 453,5924277 грама. Унція, 1/16 фунта, дорівнювала 28,349526731 грама, на долю грама більше, ніж попереднє визначення. Проте американські одиниці незначно відрізнялися від британських, що створювало деякі незручності. 
В 1959 році фунт був перевизначений як 453,59237 грама (точно). Відповідно, унція дорівнювала рівно 28,349523125 г. Такі значення були прийняті після років обговорень з Британією, ПАР, Новою Зеландією, Австралією і Канадою. Ці країни також прийняли їх, таким чином фунт і унція стали загально уніфікованими.

## Значення в різних системах мір

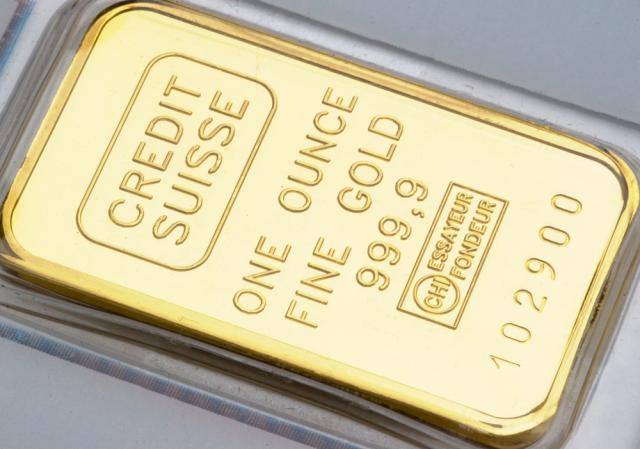
Зливок золота масою в одну тройську унцію

### Сучасні
Маса
- 1 унція (uncia, oz) = 28,349523125 грама[6].
- 1 тройська унція = 31,1034767726 грама[6].
- У Нідерландах при переході на метричну систему унція (ons голландською мовою) визначена як 100 грамів[43].
- Кодифікація UCUM[en] визначає метричну унцію як 28 грамів[44].

Об'єм
- 1 унція рідка англ. (fl oz) = 28,41 мл (см³)[6].
- 1 унція рідка амер. (fl oz) = 29,57 мл[6];
- Виключно з метою маркування харчових продуктів згідно з Кодексом федеральних правил США[en] 1 рідка унція дорівнює 30 мл[45]. Класифікатор UCUM визначає 30 мл як метричну рідку унцію[44].

Сила
- Унція-сила (ouf) — дорівнює вазі тіла масою в унцію = 0,278 Н = 0,02835 кгс[46]

### Історичні

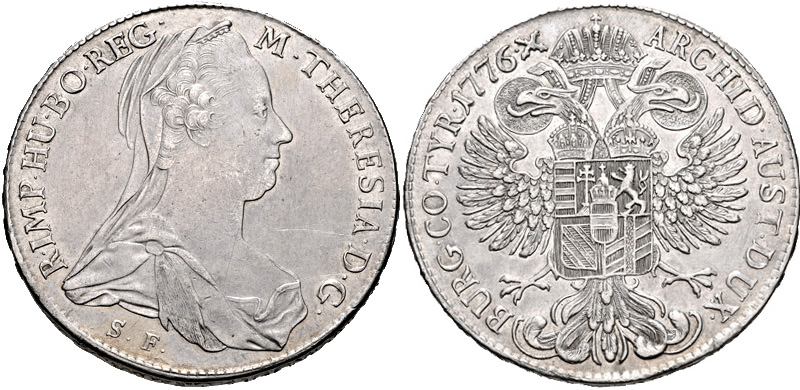
Талер Марії-Терезії, еталон унції Марії-Терезії

- Британська аптечна унція (℥) чисельно дорівнювала тройській унції – 31,103 г[47]
- Французька унція – 30,6 г[47]
- Португальська унція — 28,8 г[48]
- Арабська унція — 27,2 г[48]
- Голландська унція — 30,8 г[48]
- Кельнська унція — 29,2 г[48]
- Унція Берега Слонової Кістки — 32 г[48]
- Унція Ашанті — 32,14 г[48]
- 1 аптечна або тройська унція в старій російській системі вимірювання до 1927 р.– 29,86 г
- У Стародавньому Римі унція дорівнювала приблизно 27,3 г
- Унція Марії-Терезії, що використовувалася в Ефіопії та деяких європейських країнах, дорівнювала вазі талера Марії-Терезії – близько 28,1 г[49]

### Зв'язок з іншими одиницями
Маса
- Евердьюпойсна система[50]: 1 унція = 437,5 грана[51] = 16 драхм = 1/16 міжнародного фунта[en] = 1/224 стоуна = 1 / 1792 гандредвейтів = 1 / 35840 тонни
- Тройська система[44]: 1 тройська унція = 480 гранів = 20 пенівейтів = 1 / 12 тройського фунта
- Аптечна система[52][44]: 1 аптечна унція[53] = 480 гранів = 24 скрупула = 8 драхм = 1 / 12 аптечного фунта

Об'єм
- Американська система: 1 рідка унція = 1 / 4 джила[54] = 1 / 8 чашки (cup)[55]= 1 / 16 пінти = 1 / 32 кварти[55] = 1 / 128 галона (США)
- Британська система: 1 рідка унція = 1 / 5 джила = 1 / 10 чашки = 1/20 пінти[56] = 1/40 кварти = 1 / 160 галона (Британія)
- Універсальні співвідношення: 1 рідка унція = 480 мінімів = 8 рідких драхм = 6 чайних ложок = 2 столові ложки[57]

## Розповсюдженість використання
На 2025 рік найбільш активно унції (разом з фунтами) використовують в США. У Великій Британії, яка почала перехід на метричну систему в 1965 році та формально закінчила його в 1995, унції все ще використовуються для позначення ваги, але переважно старішими людьми. Згідно з опитуванням 2022 року, унції в Британії швидше виходять з вжитку ніж, наприклад, милі, милі на годину, фути та навіть фунти. У 2021 році уряд оголосив про намір дозволити не використовувати кілограми в цінниках (тобто, писати ціну за фунт або унцію).
У деяких інших країнах Співдружності імперські одиниці ще використовуються в побуті. Канада, хоча перейшла на метричну систему в 1971 році, зазвичай має маркування на упаковці як у грамах, так і у фунтах і унціях (або у рідких унціях разом з мілілітрами — при цьому в Канаді використовуються британські рідкі унції, а не американські). Аналогічно в Трінідаді й Тобаго та деяких інших країнах Співдружності фунти й унції не виходять з ужитку.
Унції в англомовних країнах часто використовуються в рецептах, разом з іншими кухонними одиницями (чашка, столова ложка тощо); в них одна унція дорівнює двом столовим ложкам. Через те, що коктейльна культура прийшла з США, багато рецептів використовують рідкі унції. Тройська унція традиційно використовується для вимірювання ваги срібла, золота і платини в усьому світі. Сучасні інвестиційні монети, наприклад, американський золотий орел, часто містять одну тройську унцію дорогоцінного металу. Деякі інші сфери також за традицією використовують унції або похідні одиниці, наприклад, вагу тканини часто виражають в унціях на квадратний ярд (OSY), особливо для джинсової тканини.

## Символи Unicode
Unicode містить кілька символів повʼязаних з унцією: 
- U+2125 ℥ OUNCE SIGN(Символ унції)[67]
- U+2CF04 𬼄 OUNCE (APOTHECARY SYMBOL ℥) (Символ унції для використання у текстах японською, китайською і корейською мовами)[68]
- U+1F773 🝳 ALCHEMICAL SYMBOL FOR HALF OUNCE (Алхімічний символ пів унції)[69]